# 젯타이무
젯타이무(絶対無)는 일본의 프로그레시브 록 밴드이다.

## 개요
후루에 히사시는 81년 밴드 뉴트럴 뉴스(Neutral News)를 만들었다. 영국록에 기반한 아방가르드 사운드를 추구했으며 시부야의 클럽(屋根裏)에서 공연하곤 했다. 그러던 중 후루에는 자신의 본질에 의문을 가지기 시작했고 어릴적 어머니를 통해 들었던 일본 음악과 북소리 등을 록에 융합한 밴드 절대무「絶対無」를 83년 결성했다. 89년 1집 うちの婆様が言うには (LP)를 냈다. 일본적인 단음계의 베이스라인과 기타리프를 사용해, 음양의 음을 강조해서 음악팬들에겐 그냥 어두운 작품정도의 취급을 받았다. 1집은 밴드 리비도(LIBIDO)의 리더 나리타(成田弥宇)의 칭찬을 받고 리비도와 함께 공연을 했다. 91년에는 라이브 앨범 絶対無ライヴ！을 내기도 했다. 하지만 공연도중 후루에는 허무감을 느껴 재충전을 위해 밴드를 잠시 쉬기로 한다.
후루에는 다시 음악을 해볼까 하고 미완성곡들을 인터넷에 올려봤는데 해외에서의 호응이 있어 새로 멤버를 모집하고 밴드를 다시 시작했다. 98년에는 몇몇 편집음반에 한곡씩 제공하면서 활동하다 98년 2집 In The Decadent Times (世紀末には)를 해외에서 먼저 발매했다. 1집보다 곡의 구성이 뛰어나고 프로그레시브 록, 포크, 일본 가요, 싸이키델릭 등이 제대로 융합되었다는 평가를 받았다. 99년에 일본 내에서도 알려지기 시작해 2000년에는 공연도 재개했다. 2002년 프로모터 유진(Eugene La Branch)과 만나 미국 공연을 하게 되었으나 공연도중 계약이 파기되는 일이 생겼다.
귀국후 다시 멤버를 정비하여 일본내 활동을 진행했다. 03년 3집 What Can I Do(私に何ができるの) 도 일본다운 조화가 있다며 높은 평가를 받았다. 05년 4집 花魁(Oiran)도 호평받았으며 07년 5집 MIROQUE/弥勒는 프랑스 뮤제아와 일본 포세이돈에서 공동 발매되었다.
이후 영국의 스튜어트 엡스(Stuart Epps)나 미국의 안드레 베츠(Andre Betts)등의 호평과 접촉이 있었지만 음악적인 에너지가 더 생겨나진 않아서 이전에 비해 느슨한 활동을 진행 중이다. 2017년 6집 New Clear ( );가 발매되었다.

## 음반 목록
- My Grandma Says (LP-Vinyl) 
  - Zettaimu Live! (Cassete)
- In The Decadent Times (CD)
- What Can I Do (CD)
- Oiran (CD) 
  - offbeat (CD-R)
- Miroque (CD)
- new Clear( ); (CD)